# Metelen
Metelen (plattdeutsch Maideln) ist eine Gemeinde im Kreis Steinfurt, Nordrhein-Westfalen, Deutschland.

## Geografie
Die Gemeinde Metelen liegt in der Münsterländer Parklandschaft, die von einem Kontrast von Sandböden und Feuchtgebieten abwechslungsreich geprägt ist. Durch den Ort fließt die Vechte.

### Gemeindegliederung
Zu Metelen gehören die Bauerschaften Naendorf und Samberg.

### Nachbargemeinden
Metelen grenzt an Ochtrup, Steinfurt, Horstmar, Schöppingen und Heek.

## Geschichte
Der Ort geht auf das 889 gegründete Stift Metelen zurück. Dieses reichsunmittelbare Kloster prägte die Entwicklung des Dorfes im Mittelalter und in der Frühen Neuzeit bis zur Säkularisation 1810/1811. Um das Kloster herum entwickelte sich nach und nach eine Ortschaft, in der 1337 schon ein Markt bestand. 1591 erhielt der Ort eine Umfriedung mit Wall und Graben; vier Tore gewährten Einlass. Seit dem 17. Jahrhundert spielte die Textilindustrie eine entscheidende wirtschaftliche Rolle. 1973 war mit der Schließung des letzten Textilbetriebs diese Periode zu Ende.
Am 1. Oktober 1937 wurde die Gemeinde durch den Zusammenschluss der Gemeinden Wigbold Metelen und Kirchspiel Metelen neu gebildet.

## Politik

### Gemeinderat
Nach der Kommunalwahl am 13. September 2020 verteilen sich die 20 Sitze des Gemeinderats entsprechend dem Ergebnis wie folgt (in Klammern der Unterschied zur Wahl 2014):
| Partei / Liste           | Stimmenanteil | +/− %p | Sitze | +/− |
| CDU                      | 41,0 %        | − 10,1 | 8     | − 3 |
| SPD                      | 23,0 %        | − 9,8  | 5     | − 1 |
| Grüne                    | 23,0 %        | + 23,0 | 4     | + 4 |
| UWG                      | 13,1 %        | − 2,9  | 3     | ± 0 |
| Wahlbeteiligung: 66,88 % |               |        |       |     |

### Bürgermeister
Amtierender Bürgermeister ist seit Mai 2014 Gregor Krabbe (CDU). Bei der Kommunalwahl am 13. September 2020 wurde er mit 85,38 Prozent der gültigen Stimmen im Amt bestätigt.

### Wappen
Blasonierung: „In Rot ein goldener Reichsapfel mit aufgesetztem goldenen Kreuz, dessen Schaft von einem goldenen Buchstaben M überzogen ist.“

## Gemeindepartnerschaft
Château-Renard (Frankreich) ist seit dem 25. Mai 1989 Partnergemeinde von Metelen.

## Kultur und Sehenswürdigkeiten

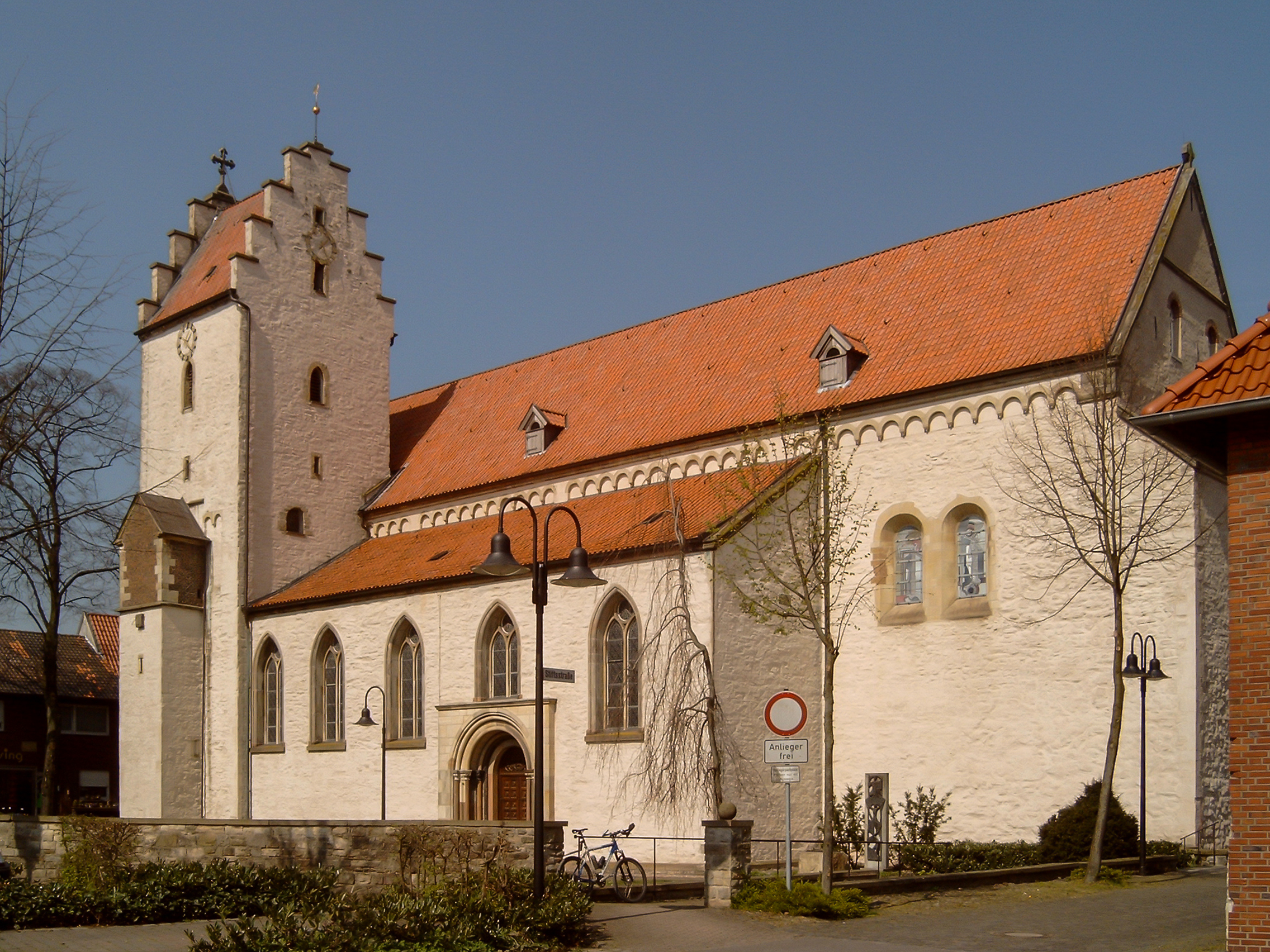
Pfarrkirche St. Cornelius und Cyprian

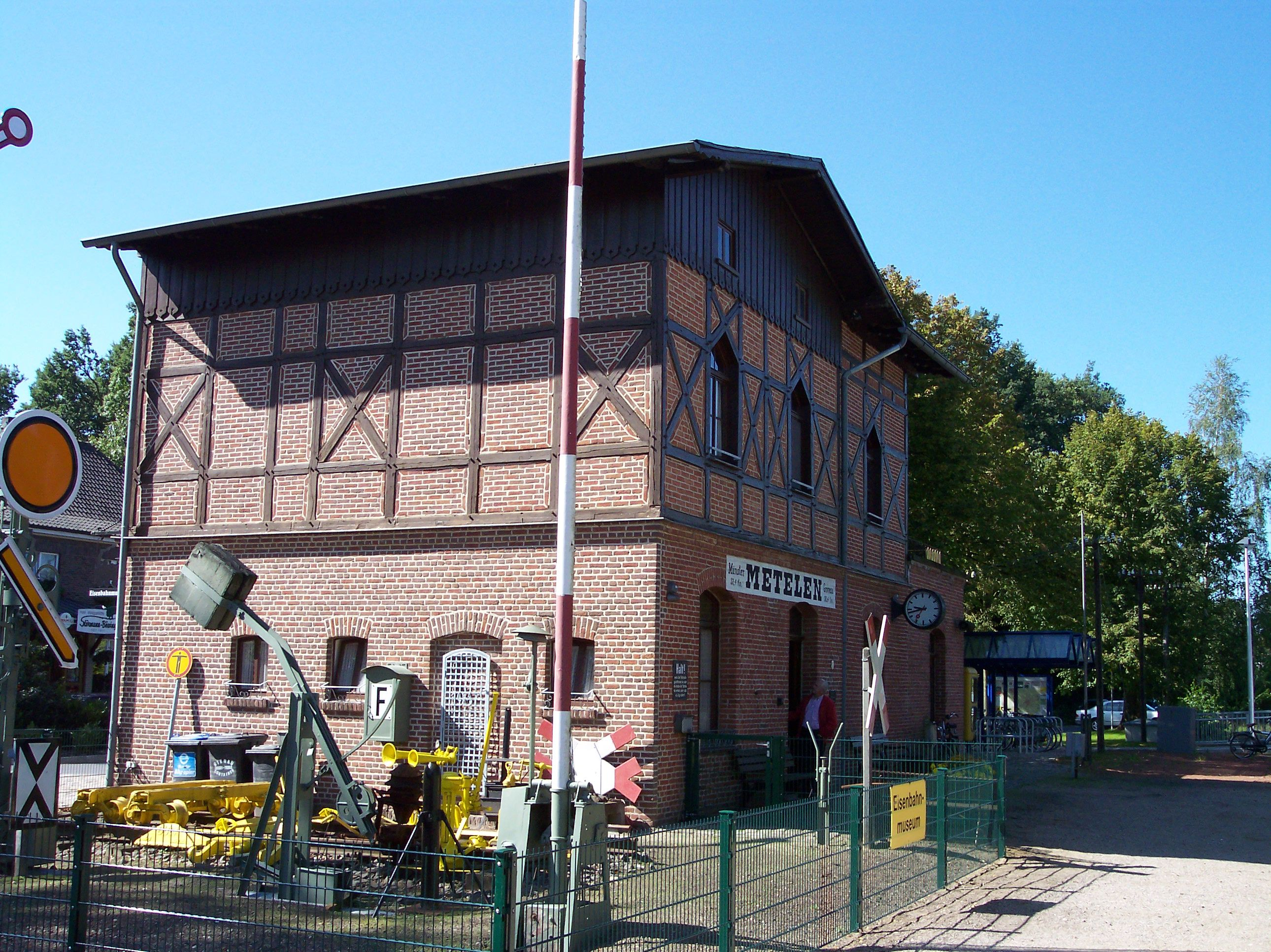
Bahnhofsmuseum Metelen Land

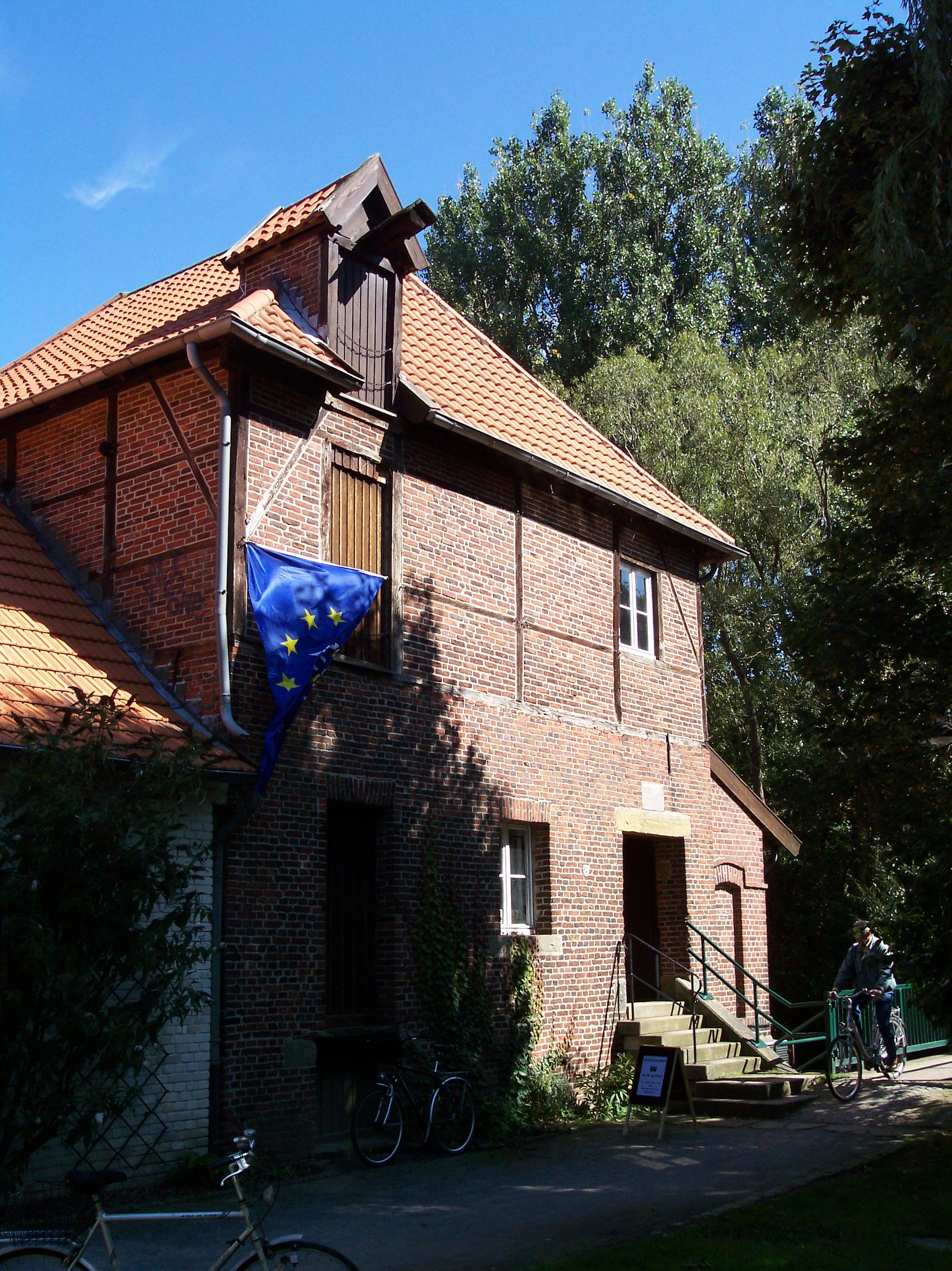
Mühlenmuseum

### Museen
- Eisenbahnmuseum Metelen Land
- Mühlenmuseum Plagemanns Mühle

### Sport
Tischtennis
Der 1946 gegründete Verein TTV Metelen wurde 1959 deutscher Meister im Tischtennis, ein Jahr später wurde er Vizemeister. Die Spieler der Meistermannschaft waren: Josef Wenninghoff (Metelen), Horst Langer (Metelen), Klemens Tietmeyer (Metelen), Hugo Kramer (Ochtrup), Paul Hegemann (Metelen), Jürgen Langer (Metelen) und Hermann Wiedau (Metelen). Von 1969 bis 1973 spielte der TTV fünf Jahre lang in der Tischtennis-Bundesliga. Dem Abstieg 1973 folgte ein Jahr später der Wiederaufstieg, aber die Klasse konnte nicht gehalten werden.
In der Saison 2011/2012 spielt der TTV Metelen in der Verbandsliga Gruppe 4 des Westdeutschen Tischtennisverbandes (WTTV).
Voltigieren
Der VoltigierVerein Metelen e. V. verfügt über acht Mannschaften, deren Zweite Mannschaft in der höchsten Leistungsklasse S vertreten ist. 2009 war die erste Mannschaft des VV Metelen zu Gast beim M-Teamcup und dem 5-Länder-Vergleichswettkampf. 2008 gewannen sie die Kreismeisterschaft in Wettringen.
Fußball
Der F.C. Matellia 08 Metelen wurde 1908 gegründet. Aktuell spielt die 1. Seniorenmannschaft in der Kreisliga A des Kreises Steinfurt.
Tennis
Der TC Metelen 64 e. V. wurde 1964 gegründet. Aktuell sind 6 Seniorenmannschaften gemeldet, welche ihre Heimspiele auf der Vereinsanlage in der Metelener Heide austragen.
Schach
Der SK Metelen wurde 1946 gegründet. Die erste Mannschaft spielt in der Verbandsliga des Schachverbands Münsterland.

### Verkehr
Der außerhalb des Ortes liegende Haltepunkt Metelen Land liegt an der Bahnstrecke Münster–Enschede und wird mindestens stündlich von der Linie RB64 bedient. Dort befindet sich auch das Eisenbahnmuseum Metelen Land. Ferner ist Metelen in das Streckennetz der Westfalenbus-Gesellschaft eingebunden. Durch den Ort führt die Bundesstraße 70 (Leer–Wesel), die auch eine Verbindung zur A 30 (Anschluss Rheine Nord) schafft.
Es gibt einen Bürgerbus, der alle 120 min. innerhalb der Gemeinde und nach Wettringen sowie Schöppingen fährt. Metelen liegt außerdem am Radweg Aa-Vechte-Route (führt u. a. nach Steinfurt, Laer und Bad Bentheim).
An der Strecke Burgsteinfurt–Borken, die Ende der 1980er-Jahre abgebaut wurde, gab es den Bahnhof Metelen Ort.
Außerdem liegt Metelen an der Bundesstraße 54 und ist darüber mit Gronau, Ochtrup, Burgsteinfurt, Altenberge, Nordwalde und Münster verbunden.

### Bildung
- In zwei katholischen Kindergärten, St. Josef und St. Marien und einem evangelischen Kindergarten in der ehemaligen Grundschule, sowie dem DRK-Kindergarten Zwergenburg werden Kinder im Vorschulalter betreut und gefördert.
- Eine Grundschule, die St.-Vitus-Grundschule, bildet das schulische Angebot in der Gemeinde.
- Die Musikschule und die Volkshochschule werden von einem Zweckverband der Gemeinden Metelen, Neuenkirchen, Ochtrup und Wettringen getragen.
- Die Kulturinitiative Metelen e. V. (KIM) fördert Kulturinstitutionen und Kulturschaffende und deren Zusammenarbeit in Metelen und Umgebung und führt selbst kulturelle Veranstaltungen durch.

## Persönlichkeiten

### Ehrenbürger
- Hans Tietmeyer (1931–2016), Bundesbankpräsident (1993–1999), Ehrenbürger der Gemeinde Metelen. Seit 1998 trägt das restaurierte Haus Tendyck, heute Begegnungsstätte des Heimatvereins Metelen, den Namen „Ackerbürgerhaus Hans Tietmeyer“.

### Söhne und Töchter der Gemeinde
- Arnold Kock (1822–1879), Unternehmer, Gründer der Arnold Kock Textil GmbH
- Anne Daubenspeck-Focke, geb. Focke (1922–2021), Bildhauerin und Malerin; lebte und arbeitete in Emsdetten
- Hermann Focke (1924–2020), Bildhauer, Zeichner und Maler
- Hans Tietmeyer (1931–2016), Volkswirt und ehemaliger Präsident der Bundesbank
- Klemens Tietmeyer (1937–1993), Tischtennisspieler
- Birgitt Morrien (* 1959), Kommunikationswissenschaftlerin, Coach und Autorin
- Elisabeth Tietmeyer (* 1960), Ethnologin
- Matthias Buss (* 1967), Schauspieler und Hörspielsprecher
- Rolf Morrien (* 1972), Aktienanalyst und Sachbuchautor

### Weitere Persönlichkeiten
- Angelica Schwall-Düren (* 1948), Politikerin (SPD); lebte bis 2015 in Metelen
- Peter Ludolf (* 1955), medienbekannter Fahrzeugverwerter; lebte zwischen 2014 und 2017 in Metelen
- Wilfried Theising (* 1962), Weihbischof in Münster; war von 1997 bis 2003 Pfarrer in Metelen